# جيم إدموندز
جيم إدموندز (بالإنجليزية: Jim Edmonds)‏ هو لاعب كرة قاعدة أمريكي، ولد في 27 يونيو 1970 في فوليرتون في الولايات المتحدة.

## وصلات خارجية
- جيم إدموندز على موقع دوري كرة القاعدة الرئيسي (الإنجليزية)
- جيم إدموندز على موقعبيزبول رفرنس.كوم (الدوري الرئيسي) (الإنجليزية)
- جيم إدموندز على موقعبيزبول رفرنس.كوم (الدوري الثانوي) (الإنجليزية)
- جيم إدموندز على موقع إي إس بي إن.كوم (أم.أل.بي) (الإنجليزية)
- جيم إدموندز على موقع مشجعي الرسوم البيانية (الإنجليزية)
- جيم إدموندز على موقع إن إن دي بي (الإنجليزية)